# Han Zhuo
Han Zhuo ou Han Chuo ou Han Tchouo est un peintre chinois du XIIe siècle. Ses dates de naissance et de décès ainsi que ses origines, ne sont pas connues ; on sait cependant que sa période d'activité se situe sous le règne de l'empereur Huizong (1101-1126).

## Biographie
Han Zhuo est un obscur fonctionnaire militaire qui pratique la peinture et qui est l'auteur d'un assez important traité du paysage, le : Shanshui Chun Quanji. Il ne s'agit pas d'un ouvrage théorique mais plutôt d'un traité de praticien du même type que celui de Guo Xi encore qu'il subit de toute évidence, l'influence de Guo Ruoxu. L'ensemble a moins d'envolée que le traité de Guo Xi et la forme est un peu diffuse, mais la conception générale en est plus systématique.
Le traité est divisé en une série de rubriques analytiques qui envisagent successivement les différents éléments constitutifs du paysage (montagne, arbre, eau, rochers...) avec une grande acuité de l'observation naturaliste et une précision extrême dans la terminologie utilisée. Il s'y ajoute une partie consacrée aux problèmes critiques d'appréciation et d'authentification des peintures et un chapitre historique retraçant les grands courants de l'histoire de la peinture. Cet ouvrage possède donc une grande valeur documentaire.

## Traité sur la peinture de Han Zhuo
Ce traité, le « Shanshui Chun Quanji » 山水纯全集 (1121) (in Meishu, vol. 18, pp. 15-44, et in Congkan, pp. 33-50). L'ensemble a moins de souffle que le traité de Guo Xi ; il y a des passages faibles, des redites, des banalités, et la forme ne laisse pas d'être quelque peu diffuse et filandreuse. On remarque toutefois, et tout spécialement, l'acuité de l'observation pour décrire, entre autres, les phénomènes naturels (chapitre sur les Nuages). Analyse : Tiyao et Jieti (in Congkan, pp. 50-51) ; Huashi, vol. I, pp. 226-227 ; Siren, pp. 81-87.

## Propos et commentaires de Han Zhuo
- Pinceau et encre.

Parmi les Anciens, certains « ont le pinceau et l'encre » ; d'autres ont le pinceau, mais n'ont pas l'encre, et inversement, d'autres ont l'encre mais pas le pinceau. Ceci provient, non pas de ce que l'aspect des paysages est par lui-même limité, mais bien de l'inégale répartition des dons chez les peintres. Pour juger une peinture, le critique chinois traditionnel recourt constamment à ces deux catégories : le peintre a-t-il l'encre? a-t-il le pinceau? La plus ancienne mise en œuvre systématique de ce double critère date de l'époque des Cinq Dynasties. Bien que les idées exprimées respectivement par le terme de « pinceau » et celui d'« encre » sont assez expressives par elles-mêmes, il peut être utile de rappeler les principaux commentaires trouvés dans les différents textes, afin d'en cerner la notion avec plus de précision comme cette idée de base dans un traité de l'époque Song : « Le pinceau sert à camper les formes et les structures ; l'encre sert à différencier les ombres et les lumières » (Han Zhuo : in Congkan, p. 43).
- Le paysage

La substance du paysage se réalise en atteignant le principe de l'Univers.
La parure extérieure du paysage se réalise par la possession des techniques du pinceau et de l'encre.
Si l'on s'attache à cette seule parure extérieure sans tenir compte du principe, le principe se trouve en péril.
Si l'on s'attache au seul principe, au mépris de la technique, la technique devient médiocre.
Les Anciens ont bien compris ce péril et cette médiocrité, et c'est pourquoi ils se sont employés à réaliser la Synthèse de l'Un.
Si l'Un n'est pas clairement saisi, la multiplicité des êtres fait écran.
Si l'Un est totalement saisi, la multiplicité des êtres révèle son ordre harmonieux.
Le principe de la peinture et la technique du pinceau ne sont rien d'autre que la substance intérieure de l'Univers d'une part, et sa parure extérieure d'autre part.
À l'époque Song, un important traité du paysage, fait du travail d'après nature dans les montagnes, une condition aussi indispensable de la formation que l'étude des Anciens (Han Zhao : chap. (?), in Congkan, p. 36.
- Procédés

En peinture, il y a six procédés d'expression : l'attention centrée sur la scène indépendamment de l'arrière-fond, l'attention centrée sur l'arrière-fond indépendamment de la scène, l'inversion, l'addition d'éléments expressifs, la rupture, le vertige. On considère traditionnellement que c'est Wang Wei qui, le premier, introduit en peinture ces procédés d'interruption et d'ellipse ; ce qui peut être corroboré par ce passe du traité qu'on lui attribue : « ... le sommet d'une tour se perd dans le ciel et sa base doit demeurer invisible ; les choses doivent être à la fois présentes et absentes; on n'en voit que le haut ou le bas ; des meules et des levées de terre, n'en laisser voir qu'une moitié ; des chaumières et des pavillons, n'indiquez qu'un pan de mur ou une corniche... », (in Congkan, p. 4). Cette même idée est reprise presque intégralement, dans des termes légèrement différents, par Han Zhuo (in Congkan, p. 37).
- Forêts et Arbres

Quand les Anciens peignent les arbres, ils les représentent par groupes de trois, cinq ou dix, les dépeignant sous tous leurs aspects, chacun selon son caractère propre, et mêlant leurs silhouettes irrégulières dans un ensemble vivant au plus haut point. Ma méthode pour peindre les pins, les cèdres, les vieux acacias et les vieux genévriers est de les grouper par exemple par trois ou cinq, en combinant leurs attitudes : certains se dressent d'un élan héroïque et guerrier, certains baissent la tête, d'autres la relèvent, tantôt ramassés sur eux-mêmes, tantôt campés bien droits, ondulants ou balancés. On peut rapprocher ce passage du chapitre « Théorie des Forêts et des Arbres » du traité de Han Zhuo qui analyse en détail les caractères respectifs du pin, du cèdre et de l'acacia — Shitao y ajoute le genévrier ; ce que l'auteur Song, Han Zhuo,  expose de manière assez diffuse en un chapitre, Shitao le ramasse ici en une phrase, mais les images et les termes employés pour caractériser les divers silhouettes des arbres présentent une similitude assez frappante.
- Océan et Vagues

La Mer possède le déferlement immense, la Montagne possède le recel latent.
La Mer engloutit et vomit, la Montagne se prosterne et s'incline. La Mer peut manifester une âme, la Montagne peut véhiculer un rythme.
La Montagne, avec la superposition de ses cimes, la succession de ses falaises, avec ses vallées secrètes et ses précipices profonds, ses pics élevés qui pointent brusquement, ses vapeurs, ses brumes et ses rosées, ses fumées et ses nuages, fait penser aux déferlements, aux engloutissements et aux rejaillissements de la mer ; mais tout cela n'est pas l'âme que manifeste la Mer elle-même : ce sont seulement celles des qualités de la Mer que la Montagne s'approprie.
La Mer elle aussi, peut s'approprier le caractère de la Montagne.
Telles sont les qualités que Mer et Montagne s'approprient, et l'homme a des yeux pour le voir.
- Les quatre Saisons

Dans la peinture des scènes des quatre saisons, l'atmosphère varie, chacune ayant son climat propre ; il s'agit donc d'observer et d'analyser le temps et la saison.
Les Anciens expriment ces différentes atmosphères par des poèmes ; ainsi, 
pour le printemps : « À chaque fois, l'herbe renaît parmi les sables, Fleuves et nuages ensemble allongés, se rejoignent ».
pour l'été : « Sous les arbres, il fait toujours ombreux ; Que la brise est fraiche au bord de l'eau ! ».
pour l'automne : « Du haut des remparts froids, d'un regard se découvre L'étendue désolée des forêts ».
pour l'hiver : « Le pinceau devance le voyageur sur le long chemin du retour, Tandis que le froid étreint les viviers, son encre coule d'autant plus fluide ».
Il n'y a pas de scène qui ne soit fonction d'une saison ; ces monts et nuages qui nous emplissent le regard ne cessent de se métamorphoser au gré des saisons. Et, récitant des poèmes dans cette perspective, on comprend véritablement que la peinture constitue le sens même du poème, tandis que le poème est l'illumination qui gît au cœur de la peinture,.
- Se dépouiller de la vulgarité[n 7]

Pour la stupidité et la vulgarité, la connaissance se présente de même : ôter les œillères de la stupidité, on a l'intelligence ; empêcher les éclaboussures de la vulgarité, on trouve la limpidité. À l'origine de la vulgarité se trouve la stupidité ; à l'origine de la stupidité se trouve l'aveuglement des ténèbres. C'est pourquoi l'homme parfait est nécessairement capable de pénétration et de compréhension ; et de ce qu'il pénètre et comprend, vient qu'il transforme et crée.